# Nesoptilotis
Nesoptilotis es un género de aves paseriformes perteneciente a la familia Meliphagidae. Sus miembros son nativos de Australia y Tasmania, y anteriormente se clasificaban en el género Lichenostomus. 

## Taxonomía
Nesoptilotis fue restaurado a raíz de un análisis filogenético publicado en 2011 que demostró que el género Lichenostomus era polifilético, por lo que se escindió en varios.
El género contiene dos especies:
- Nesoptilotis flavicollis - mielero cuelligualdo (Tasmania);
- Nesoptilotis leucotis - mielero orejiblanco (suroeste, sur y este de Australia).

El nombre Nesoptilotis fue acuñado por el ornitólogo australiano Gregory Macalister Mathews en 1913. La palabra es la combinación de los términos griegos nēsos «isla» (en referencia a Tasmania), ptilon «pluma» y -ōtis «oreja».